# ماجای متوژیچ
 ماجای متوژیچ (انگلیسی: Maja Matevžič؛ زادهٔ ۱۳ ژوئن ۱۹۸۰) یک تنیس‌باز اهل اسلوونی است.